# Wolica (Fluss)
Die Wolica [vɔˈlʲitsa] ist ein rechter Zufluss des Wieprz in der Woiwodschaft Lublin in Polen.

## Geografie

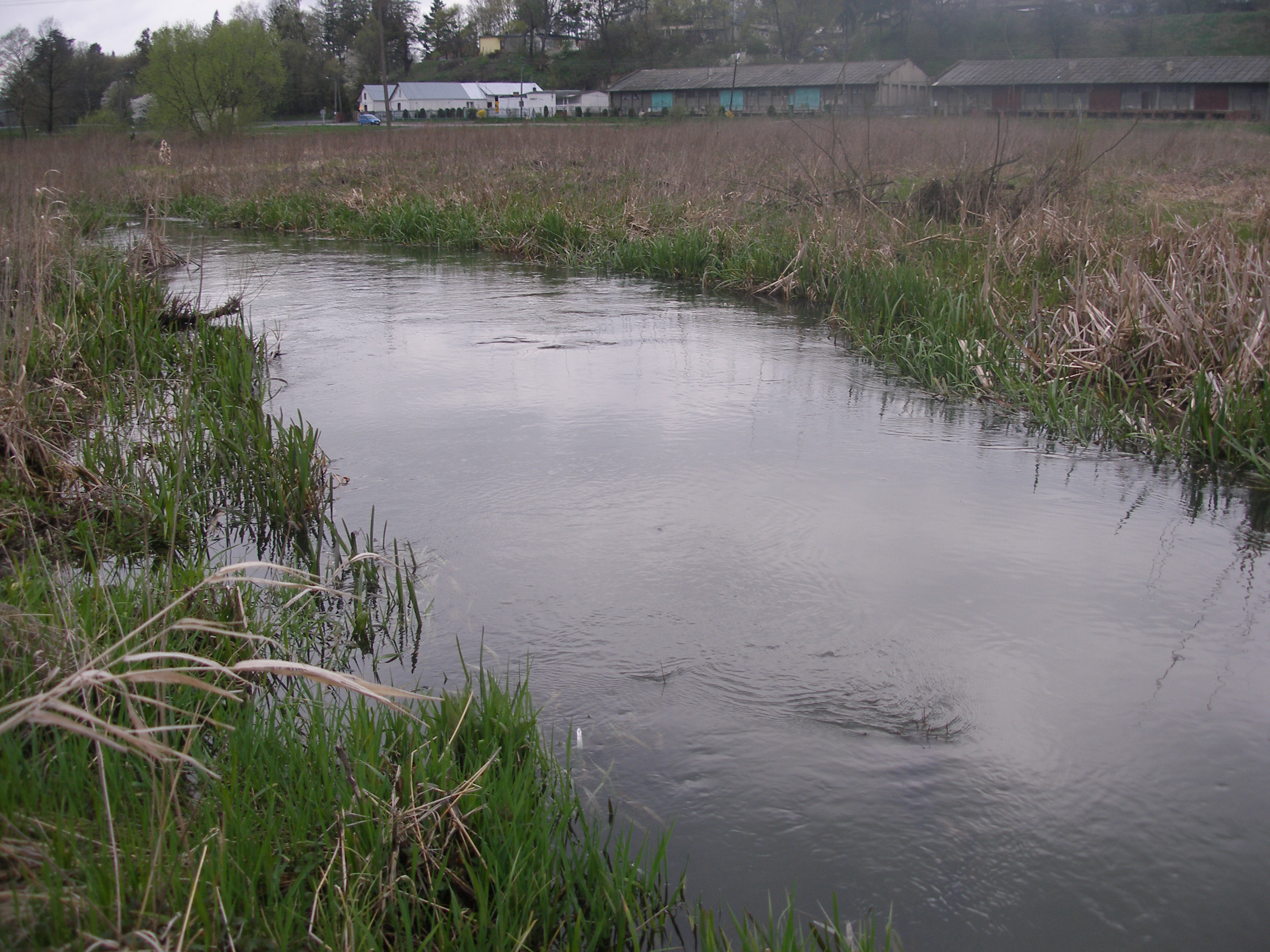
Die Wolica

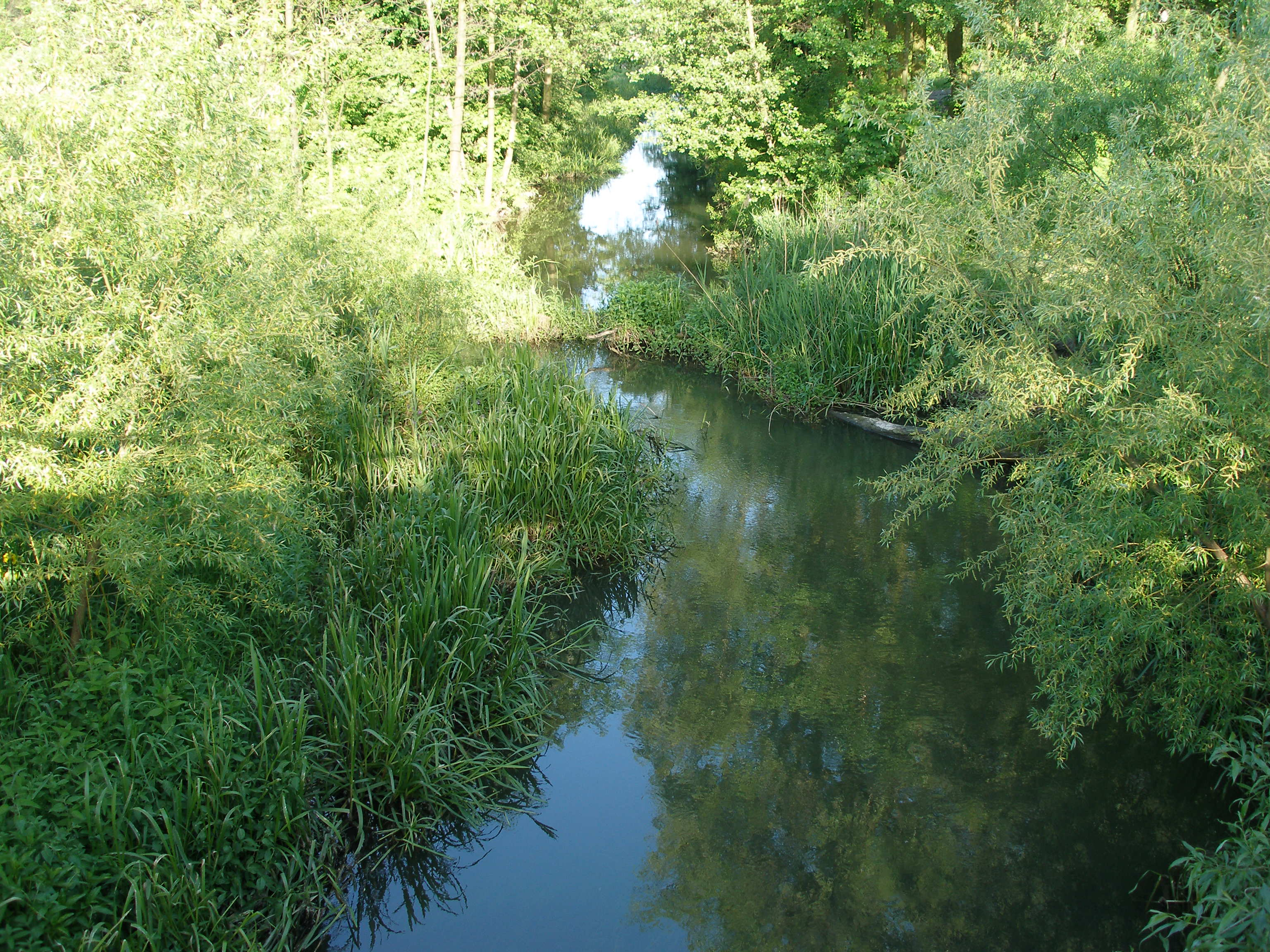
Die Wolica in Skierbieszów

Die Wolica  entspringt beim Dorf Trościanka. Sie fließt von dort zunächst in südlicher und dann in westnordwestlicher Richtung durch die Mesoregion der Działy Grabowieckie und dabei streckenweise durch das Landschaftsschutzgebiet des Skierbieszowski Park Krajobrazowy, bis sie nach einem Lauf von rund 42 Kilometern Länge bei Latyczów rund 8 Kilometer südlich von Krasnystaw in den Wieprz mündet.